# Анет Бродрик
Анет Бродрик (на английски: Annette Broadrick) е плодовита американска писателка на произведения в жанра любовен роман и романтичен трилър.

## Биография и творчество
Анет Бродрик е родена на 26 ноември 1938 г. в САЩ. По-малката ѝ сестра е родена 16 години след нея. Отраства като запален читател на романтична литература. Завършва гимназия през 1957 г. и веднага се омъжва. Има четири сина. В продължение на 25 години, за да подпомогне семейния бюджет, работи като юридически секретар на различни адвокати в Аризона, Илинойс, Орегон и Тексас, където се мести със семейството си.
След като най-малкият ѝ син завършва гимназия тя решава да опита да напише книга. През януари 1984 г. тя продава първия си ръкопис за романа „Circumstantial Evidence“ (Обикновено доказателство) на издателство „Силует“. Тя напуска работата си и се посвещава на писателската си кариера. Автор е общко на над 50 любовни романа.
За любовните си романи и романтични трилъри е удостоена с награди за цялостно творчество от списание „Romantic Times“ през 1988 и 1992 г.
Анет Бродрик живее в Лейк Озарк, Мисури.

## Произведения

### Самостоятелни романи
- Provocative Peril (1985)
- Sound of Summer (1986)
- Unheavenly Angel (1986)
- Made in Heaven (1987)
Сътворено в рая, изд.: „Арлекин България“, София (1992), прев. Мая Мечкуева
- Strange Enchantment (1987)
- Return to Yesterday (1987)
- Adam's Story (1987)
- Mystery Lover (1987)
- Christmas Magic (1988)
- Momentary Marriage (1988)
Служебен брак, изд.: „Арлекин България“, София (1992), прев. Пламен Стефанов
- With All My Heart (1988)
- A Touch of Spring (1988)
Пролетно докосване, изд.: „Арлекин България“, София (1993), прев. Искра Велинова
- Married? (1990)
- Impromptu Bride (1994)
- But Not for Me (2002)
- The Man Means Business (2006)
- Married Or Not? (2007)

### Серия „Избори“ (Choices)
1. Choices (1986)
2. Heat of the Night (1986)

### Серия „Дънкан“ (Duncan)
1. That's What Friends (1987)
2. Come Be My Love (1988)

### Серия „Макс“ (Max)
1. Irresistible (1989)
Непреодолимо изкушение, изд.: „Арлекин България“, София (1994), прев. Здравка Славянова
2. A Love Remembered (1989)
3. The Gemini Man (1991)
4. Where There Is Love (1992)
Когато любовта заговори, изд.: „Арлекин България“, София (1993), прев. Ирина Димитрова

### Серия „Донован-Шелдън“ (Donovan-Sheldon)
1. A Loving Spirit (1990)
Тайнствен покровител, изд.: „Арлекин България“, София (1995), прев. Лора Христова
2. Candlelight for Two (1990)
Мисия в Австралия, изд.: „Арлекин България“, София (1995), прев. Андрей Андреев

### Серия „Синовете на Тексас“ (Sons of Texas)
1. Love Texas Style! (1992)
2. Courtship Texas Style! (1992)
3. Marriage Texas Style! (1992)
Брак по тексаски, изд.: „Арлекин България“, София (1993), прев. Албена Пунева, Екатерина Бойчинова
4. Temptation Texas Style! (1994)
5. Rogues and Ranchers (1996)
6. Callaway Country (2000)

### Серия „Дъщерите на Тексас“ (Daughters of Texas)
1. Megan's Marriage (1996)
2. Instant Mommy (1996)
3. The Groom, I Presume? (1996)

### Серия „Крийшоу“ (Crenshaw)
1. Lean, Mean and Lonesome (1999)
2. Tall, Dark and Texan (1999)

### Серия „Тайни сестри“ (Secret Sisters)
1. Man in the Mist (2003)
2. Too Tough to Tame (2003)
3. MacGowan Meets His Match (2004)

### Серия „Креншоу от Тексас“ (Crenshaws of Texas)
1. Branded (2004)
2. Caught in the Crossfire (2004)
3. Double Identity (2005)
4. Danger Becomes You (2005)
5. Man from Stallion Country (2008)

### Участие в общи серии с други писатели

#### Серия „Тук идват младоженците“ (Here Come the Grooms)
- Circumstantial Evidence (1984)

от серията има още 17 романа от различни автори

#### Серия „Мъжете на мисия“ (Men on a Mission)
- Hunter's Prey (1984)
- Bachelor Father (1985)
- Hawk's Flight (1985) 
Полетът на ястреба, изд.: „Арлекин България“, София (1994), прев. Людмила Верих
- Marriage Prey (2000)

от серията има още 2 романа от различни автори

#### Серия „Мъже: Произведено в Америка 2“ (Men: Made in America 2)
5. Deceptions (1986)
25. Choices (1986)
от серията има още 48 романа от различни автори

#### Серия „Мъж на месеца“ (Man of the Month)
- Lone Wolf (1991)
- Zeke (1993) 
Трудна мисия, изд.: „Арлекин България“, София (1994), прев. Йова Тодорова
- Mysterious Mountain Man (1995)
- Hard to Forget (2001)

от серията има още 46 романа от различни автори

#### Серия „Приказен баща, под имела“ (Fabulous Father, Under The Mistletoe)
- Daddy's Angel (1993)

#### Серия „Тази специална жена!“ (That Special Woman!)
- Mystery Wife (1994)

от серията има още 29 романа от различни автори

#### Серия „Вирджински булки“ (Virgin Brides)
3. Unforgettable Bride (1998)
от серията има още 22 романа от различни автори

#### Серия „Мъже в униформа“ (Men in Uniform)
The President's Daughter (1999)
от серията има още 49 романа от различни автори

### Текст на заглавието
- „Deep Cover“ в Silhouette Summer Sizzlers (1995) – с Джъстин Дейвис и Джаки Мерит
“Опасно поръчение“ в Горещо лято, изд.: „Арлекин България“, София (1995), прев. Мая Мечкуева
- Wanted: Mother (1996) – с Джина Грей и Рей Морган
- Runaway Brides (1996) – с Деби Макомбър и Паула Демер Ригс
- Destined for Love (1998) – с Хедър Греъм и Катлийн Корбел
- The Man She Married (1999) – с Ема Дарси и Ан Мейджър
- Do You Take This Man? (1999) – с Елизабет Бевърли и Даяна Палмър
- Love Child (2000) – с Джъстин Дейвис
- Take 5, Volume 4 (2001) – с Мери Лин Бакстър и Тес Геритсън
- At Her Service (2002) – с Мария Ферарела
- Western Rogues (2002) – с Кати Такър
- Matters of the Heart (2003) – с Ан Мейджър и Памела Морси
- Snowy Nights (2003) – Хедър Греъм, Линдзи Маккена и Мерилин Папано
- Getaway (2003) – със Стела Баубъл и Кати Де Носки